# Zapotillo (Ecuador)
Zapotillo ist eine Ortschaft und die einzige Parroquia urbana („städtisches Kirchspiel“) im Kanton Zapotillo der ecuadorianischen Provinz Loja. Zapotillo ist Sitz der Kantonsverwaltung. Die Parroquia besitzt eine Fläche von 195 km². Die Einwohnerzahl lag im Jahr 2010 bei 4231. Davon wohnten 2437 Einwohner in der Ortschaft Zapotillo.

## Lage
Die Parroquia Zapotillo liegt am südlichen Randbereich der Buschlandzone von Tumbes (Matorral tumbesino) im äußersten Süden von Ecuador an der peruanischen Grenze. Entlang der südöstlichen Verwaltungsgrenze fließt der Río Chira nach Südwesten. Der Unterlauf des Río Alamor begrenzt mit Ausnahme eines kurzen Streckenabschnitts die Parroquia im Westen und im Südwesten. Der 164 m hoch gelegene Ort Zapotillo befindet sich am rechten Flussufer des Río Chira 122 km westsüdwestlich der Provinzhauptstadt Loja. Die Fernstraße E25 von Arenillas nach Sullana in Peru führt an Zapotillo vorbei.
Die Parroquia Zapotillo grenzt im Südosten und im Süden an Peru, im Westen und im Nordwesten an die Parroquias Limones und Garzareal, im Norden an die Parroquia Sabanilla (Kanton Celica) sowie im äußersten Nordosten an das Municipio von Macará (Kanton Macará).

## Orte und Siedlungen
Neben dem Hauptort Zapotillo gibt es noch folgende Orte in der Parroquia: Achire, Chambarango, Huásimo, Jaguay Chico, Jaguay Grande, La Ceiba, La Tamayo, Lalamor, Las Pampas, Miraflores, Pampa Blanca, Saucillo und Valle Hermoso. 

## Geschichte
Zapotillo geht auf eine spanische Gründung im Jahr 1534 zurück. Am 12. Dezember 1878 wurde die Parroquia Zapotillo im Kanton Celica eingerichtet. Am 27. August 1980 wurde der Kanton Zapotillo gegründet und Zapotillo wurde als Parroquia urbana dessen Verwaltungssitz.